# Bogusze (Prostki)
Bogusze (deutsch Boggusch oder Bogusche) ist ein Dorf in der polnischen Woiwodschaft Ermland-Masuren, das zur Gmina Prostki (Landgemeinde Prostken) im Powiat Ełcki (Kreis Lyck) gehört.

## Geographische Lage
Bogusze am Flüsschen Lyck (polnisch Ełk) liegt im südlichen Osten der Woiwodschaft Ermland-Masuren, 17 Kilometer südöstlich der Kreisstadt Ełk (deutsch Lyck) und fünf Kilometer nordwestlich der bereits in der Woiwodschaft Podlachien gelegenen Nachbarkreisstadt Grajewo.

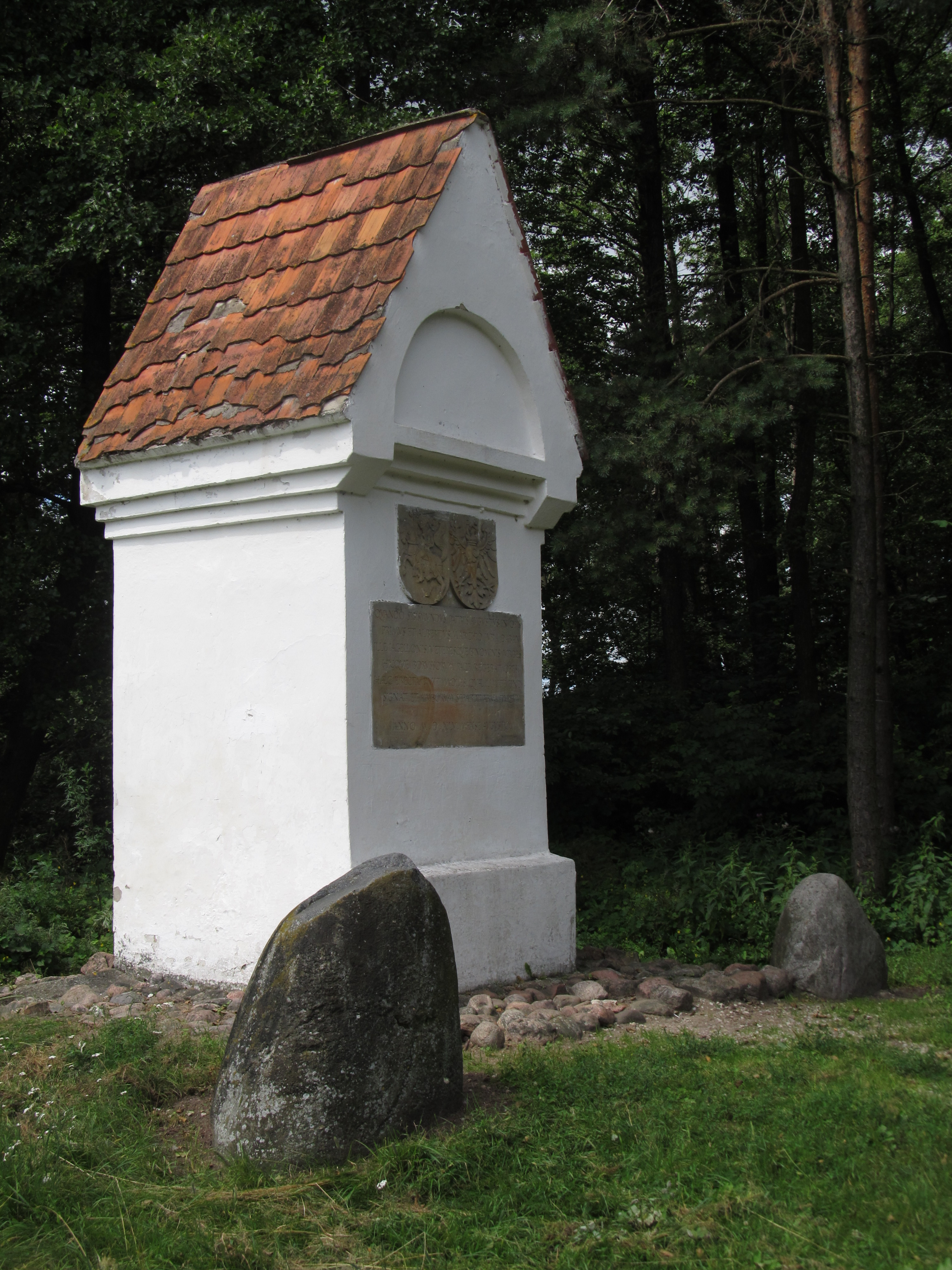
Grenzposten in Bogusch

## Geschichte
Bogusze ist seit je her ein Grenzdorf, was durch die „Ostrokollnische Grenzsäule“ Herzogs Albrechts belegt wird, die noch heute an der heutigen polnischen Landesstraße 65 steht. Im Jahre 1545 entstand er, als Grenzposten in Bogusch im Dreiländereck Königreich Polen, Herzogtum Preußen und Großfürstentum Litauen war. Ab 1815 markierte er die Grenze zwischen Preußen und Russland, ab 1871 zwischen dem Deutschen Reich und Russland, ab 1918 zwischen dem Deutschen Reich und Polen,  und 1939 bis 1941 zwischen dem Deutschen Reich und der Sowjetunion.
Das Dorf Bogusze ist heute eine Ortschaft im Verbund der Landgemeinde Prostki.

## Religionen
Bogusze gehört katholischerseits zu Grajewo innerhalb des Bistums Łomża der Römisch-katholischen Kirche in Polen, evangelischerseits zur Kirche in Ełk (Lyck), einer Filialgemeinde der Pfarrei Pisz (Johannisburg) in der Diözese Masuren der Evangelisch-Augsburgischen Kirche in Polen.

## Verkehr
Bogusze liegt an der heutigen Landesstraße 65, einer bedeutenden Verkehrsverbindung zwischen Russland, dem östlichen Masuren und Belarus. Die nächste Bahnstation ist Prostki an der Bahnstrecke Głomno–Białystok.